# ディリクレ級数
ディリクレ級数（ディリクレきゅうすう、英: Dirichlet series）とは、複素数列 {\displaystyle \scriptstyle \{a_{n}\}_{n\geq 0}} および複素数 s に対して、
{\displaystyle \sum _{n=1}^{\infty }{\frac {a_{n}}{n^{s}}}}
で表される級数のことをいう。一般ディリクレ級数と区別するため、通常ディリクレ級数 (ordinary Dirichlet series)ともいう。
1839年、ディリクレが算術級数定理を証明する際に考察されたことに因み、彼の名が付けられている。
リーマンゼータ関数やディリクレのL関数はディリクレ級数のなかで、よく知られているものの１つである。
s を変数とみなし、ディリクレ級数の収束性を問わないとき、形式的ディリクレ級数 (formal Dirichlet series)という。
セルバーグクラスであるディリクレ級数は、リーマン予想に従うことが予想されている。

## 収束性

### 収束軸
任意のディリクレ級数に対して、次のいずれかが成り立つ。
1. 任意の複素数 s に対して、ディリクレ級数は収束する。
2. 任意の複素数 s に対して、ディリクレ級数は発散する。
3. ディリクレ級数がsの実部Re(s){\displaystyle >\sigma _{c}} を満たす複素数 s に対して収束し、Re(s){\displaystyle <\sigma _{c}} を満たす複素数 s に対して発散する様な実数 {\displaystyle \scriptstyle \sigma _{c}} が存在する。

この {\displaystyle \scriptstyle \sigma _{c}} をディリクレ級数の収束軸 (line of convergence)または収束座標 (abscissa of convergence)という。
収束軸について、ディリクレ級数が常に収束するときは {\displaystyle \scriptstyle -\infty }、常に発散する場合は {\displaystyle \scriptstyle +\infty } と定める。

注意1: 収束軸は、負の実数にもなり得る。
例えば
{\displaystyle \sum _{n=1}^{\infty }{\frac {n^{-2}}{n^{s}}}}
の収束軸は -1 である。

注意2: 収束軸上の点の収束・発散は、ディリクレ級数によって異なる。
- リーマンゼータ関数 {\displaystyle \zeta (s)} の収束軸は 1 であるが、{\displaystyle s=1} では発散する。
- ディリクレ級数

{\displaystyle \sum _{n=1}^{\infty }{\frac {(-1)^{[\log ^{2}n]}/\log n}{n^{s}}}}
の収束軸は 1 であり、Re(s){\displaystyle =1} を満たす複素数 s に対して収束する。

収束軸の値の求め方
ディリクレ級数
{\displaystyle \sum _{n=1}^{\infty }{\frac {a_{n}}{n^{s}}}}
の収束軸 {\displaystyle \scriptstyle \sigma _{c}} の値は、以下の様に求められる。
- {\displaystyle \textstyle s_{n}=\sum _{k=1}^{n}a_{k}} が発散する場合
{\displaystyle \sigma _{c}=\limsup _{n\to \infty }{\frac {\log |s_{n}|}{\log n}}} 。
- {\displaystyle \textstyle s_{n}=\sum _{k=1}^{n}a_{k}} が収束する場合
{\displaystyle \sigma _{c}=\limsup _{n\to \infty }{\frac {\log |a_{n}+a_{n+1}+\cdots |}{\log n}}} 。

### 絶対収束性
一般の級数のときと同じく、
{\displaystyle \sum _{n=1}^{\infty }{\frac {|a_{n}|}{n^{s}}}}
が収束するとき、ディリクレ級数
{\displaystyle \sum _{n=1}^{\infty }{\frac {a_{n}}{n^{s}}}}
は絶対収束するという。

例えば、ベキ級数のとき、収束円周上の点を除いて、収束すればその点で絶対収束するが、
ディリクレ級数の場合、収束しても絶対収束するとは限らない。以下のことが成り立つからである。

収束軸 {\displaystyle \scriptstyle \sigma _{c}} が有限の値であるディリクレ級数
{\displaystyle \sum _{n=1}^{\infty }{\frac {a_{n}}{n^{s}}}}
に対して、
{\displaystyle \sum _{n=1}^{\infty }{\frac {|a_{n}|}{n^{s}}}}
の収束軸を、{\displaystyle \scriptstyle \sigma _{a}} とおくと、{\displaystyle \scriptstyle 0\leq \sigma _{a}-\sigma _{c}\leq 1} が成立する。
さらに、上記右辺の 1 は最良である。つまり、{\displaystyle \scriptstyle \sigma _{a}=\sigma _{c}+1} を満たすディリクレ級数が存在する。 
この {\displaystyle \scriptstyle \sigma _{a}} を、絶対収束軸 (line of absolute convergence)または絶対収束座標 (abscissa of absolute convergence)という。

絶対収束軸は、先に述べた収束軸の値を求める公式を用いて、以下の様に与えられる。
ディリクレ級数
{\displaystyle \sum _{n=1}^{\infty }{\frac {a_{n}}{n^{s}}}}
の絶対収束軸 {\displaystyle \scriptstyle \sigma _{a}} の値は、以下の様に求められる。
- {\displaystyle \textstyle s_{n}=\sum _{k=1}^{n}|a_{k}|} が発散する場合
{\displaystyle \sigma _{a}=\limsup _{n\to \infty }{\frac {\log s_{n}}{\log n}}} 。
- {\displaystyle \textstyle s_{n}=\sum _{k=1}^{n}|a_{k}|} が収束する場合
{\displaystyle \sigma _{a}=\limsup _{n\to \infty }{\frac {\log(|a_{n}|+|a_{n+1}|+\cdots )}{\log n}}} 。

### 一様収束性
ディリクレ級数を
{\displaystyle f(s)=\sum _{n=1}^{\infty }{\frac {a_{n}}{n^{s}}}}
として、s を変数とする関数とみなすと、{\displaystyle f(s)} の一様収束性が問題となる。

ディリクレ級数の一様収束性について、以下のことが成立する。
ディリクレ級数
{\displaystyle f(s)=\sum _{n=1}^{\infty }{\frac {a_{n}}{n^{s}}}}
の収束軸 {\displaystyle \scriptstyle \sigma _{c}} は有限の値とし、絶対収束軸を {\displaystyle \scriptstyle \sigma _{a}} とする。
このとき、
{\displaystyle \sigma _{c}\leq \sigma _{u}\leq \sigma _{a}}
を満たす実数 {\displaystyle \scriptstyle \sigma _{u}} が存在して、{\displaystyle \scriptstyle \operatorname {Re} \ s>\sigma _{u}} を満たす複素数 s に対して、{\displaystyle f(s)} は一様収束するが、{\displaystyle \scriptstyle \operatorname {Re} \ s<\sigma _{u}} を満たす複素数 s に対して、{\displaystyle f(s)} は一様収束しない。　
この {\displaystyle \scriptstyle \sigma _{u}} を、一様収束軸 (line of uniform convergence)または一様収束座標 (abscissa of uniform convergence)という。

一様収束軸と収束軸との間には、{\displaystyle \scriptstyle 0\leq \sigma _{u}-\sigma _{c}\leq 1/2} が成立し、右辺の 1/2 は最良であることが知られている。

一様収束軸の値は、収束軸・絶対収束軸とは異なる方法で求められる。
ディリクレ級数
{\displaystyle \sum _{n=1}^{\infty }{\frac {a_{n}}{n^{s}}}}
の一様収束軸 {\displaystyle \scriptstyle \sigma _{u}} の値は、以下の様に求められる。
{\displaystyle \sigma _{u}=\limsup _{n\to \infty }{\frac {\log T_{n}}{\log n}}} 。
ここで、
{\displaystyle T_{n}=\!\!\!\!\sup _{-\infty <t<\infty }\left|\sum _{k=1}^{n}{\frac {a_{k}}{k^{it}}}\right|} 。

## 代数的性質
2つの形式的ディリクレ級数
{\displaystyle f(s)=\sum _{n=1}^{\infty }{\frac {a_{n}}{n^{s}}},\ \ \ \ \ g(s)=\sum _{n=1}^{\infty }{\frac {b_{n}}{n^{s}}}}
の和を、
{\displaystyle f(s)+g(s)=\sum _{n=1}^{\infty }{\frac {a_{n}+b_{n}}{n^{s}}},}
積(畳み込み (faltung、convolution)またはディリクレ積 (Dirichlet product)という)を、
{\displaystyle f(s)g(s)=\sum _{n=1}^{\infty }{\frac {c_{n}}{n^{s}}},\ \ \ \ \ c_{n}=\!\!\!\sum _{k|n,\ k\geq 1}\!\!\!a_{k}b_{n/k}}
と定めると、係数が環 R の元からなるディリクレ級数全体は環を成す。もし、環 R が可換であれば、ディリクレ級数環も可換である。

上で述べたことは、形式的ディリクレ級数についての議論であったので、収束性については考えていないが、
ある複素数 α に対して、{\displaystyle \scriptstyle f(\alpha ),\ g(\alpha )} が収束している場合、
上記の和、積で与えられたディリクレ級数が、{\displaystyle s=\alpha } で収束するかを考えてみることにする。
和については、ディリクレ級数 {\displaystyle \scriptstyle f(s)+g(s)} が {\displaystyle s=\alpha } で収束することは成り立つが、積については、ディリクレ級数 {\displaystyle \scriptstyle f(s)g(s)} は、必ずしも {\displaystyle s=\alpha } で収束しない。
例えば、2つのディリクレ級数を
{\displaystyle f(s)=g(s)=\sum _{n=1}^{\infty }{\frac {(-1)^{n}}{n^{s}}}}
とおくと、それぞれ、収束軸は 0 であるが、ディリクレ級数 {\displaystyle h(s)=f(s)g(s)} の収束軸は 1 である。
従って、{\displaystyle \scriptstyle f(1/2),\ g(1/2)} はそれぞれ収束するが、{\displaystyle h(1/2)} は収束しない。

さらに、{\displaystyle \scriptstyle f(s),\ g(s)} の収束軸が分かっていても、{\displaystyle f(s)g(s)} の収束軸が不明な場合もある。

## 解析的性質

### 正則性
ディリクレ級数
{\displaystyle f(s)=\sum _{n=1}^{\infty }{\frac {a_{n}}{n^{s}}}}
は、{\displaystyle \scriptstyle \operatorname {Re} \ s>\sigma } で収束するならば、{\displaystyle \scriptstyle \operatorname {Re} \ s>\sigma } で正則である。さらに、{\displaystyle f(s)} の微分は
{\displaystyle f^{(k)}(s)=(-1)^{k}\sum _{n=1}^{\infty }{\frac {a_{n}\log ^{k}n}{n^{s}}}}
で与えられる。

### ディリクレ級数の解析接続
ディリクレ級数
{\displaystyle f(s)=\sum _{n=1}^{\infty }{\frac {a_{n}}{n^{s}}}}
に対して、{\displaystyle g(t)} を
{\displaystyle g(t)=\sum _{n=1}^{\infty }a_{n}e^{-nt}}
で定める。
{\displaystyle g(t)} の {\displaystyle \scriptstyle t\to 0} での漸近展開として、
{\displaystyle g(t)\sim b_{0}+b_{1}t+b_{2}t^{2}+\cdots }
を持つ場合、{\displaystyle f(s)} は全平面に正則に解析接続される。
さらに {\displaystyle g(t)} の {\displaystyle \scriptstyle t\to 0} での漸近展開として、
{\displaystyle g(t)\sim b_{-1}/t+b_{0}+b_{1}t+b_{2}t^{2}+\cdots }
を持つのであれば、{\displaystyle f(s)} は有理型に接続され、{\displaystyle \scriptstyle f(s)-b_{-1}/(s-1)\!} は整関数である。

さらに、{\displaystyle \scriptstyle n=0,\ 1,\ 2,\ \ldots } に対して、
{\displaystyle f(-n)=(-1)^{n}n!b_{n}\!}
が成り立つ。

### ディリクレ級数の一意性
2つのディリクレ級数
{\displaystyle f(s)=\sum _{n=1}^{\infty }{\frac {a_{n}}{n^{s}}},\ \ \ \ \ g(s)=\sum _{n=1}^{\infty }{\frac {b_{n}}{n^{s}}}}
が、ある開領域内で収束し、そこで、{\displaystyle f(s)=g(s)} が成立するならば、すべての n に対して、{\displaystyle a_{n}=b_{n}} である。

### ディリクレ級数の係数の平均
ディリクレ級数
{\displaystyle f(s)=\sum _{n=1}^{\infty }{\frac {a_{n}}{n^{s}}}}
に対して、
{\displaystyle \lim _{x\to \infty }a_{n}=\alpha }
であるならば、{\displaystyle f(s)} は、{\displaystyle \scriptstyle \operatorname {Re} \ s>1} で収束して、
{\displaystyle \lim _{s\to 1+0}(s-1)f(s)=\alpha }
が成立する。即ち、{\displaystyle f(s)} は、{\displaystyle s=1} で1位の極を持ち、留数は α である。
逆に、上記ディリクレ級数の係数が非負の実数であり、収束軸が 1 で、{\displaystyle s=1} を除いて、{\displaystyle \scriptstyle \operatorname {Re} \ s=1} の近傍まで正則に解析接続できるとする。また {\displaystyle s=1} で1位の極とし、留数を α とすると、
{\displaystyle \lim _{x\to \infty }{\frac {1}{x}}\sum _{n\leq x}a_{n}=\alpha }
が成り立つ。

### ディリクレ級数の積分表示
(1) メリン変換
ディリクレ級数
{\displaystyle \sum _{n=1}^{\infty }{\frac {a_{n}}{n^{s}}}}
に対して、ベキ級数 {\displaystyle F(z)} を
{\displaystyle F(z)=\sum _{n=1}^{\infty }a_{n}z^{n}}
で定める。
このとき、{\displaystyle f(s)} が絶対収束する領域内で
{\displaystyle \sum _{n=1}^{\infty }{\frac {a_{n}}{n^{s}}}={\frac {1}{\Gamma (s)}}\int _{0}^{\infty }F(e^{-t})t^{s-1}dt}
が成立する。これをメリン変換 (Mellin transform)という。
この変換を用いて、ディリクレ級数の性質をベキ級数を用いて考察したり、その逆でベキ級数の性質をディリクレ級数から求めたりすることができる。

(2) フラッグマンによる積分表示
ディリクレ級数
{\displaystyle \sum _{n=1}^{\infty }{\frac {a_{n}}{n^{s}}}}
に対して、{\displaystyle \scriptstyle A(x)=\sum _{n\leq x}a_{n}} とおく。
もし
{\displaystyle \lim _{x\to \infty }{\frac {A(x)}{x^{s}}}=0}
であるならば
{\displaystyle \sum _{n=1}^{\infty }{\frac {a_{n}}{n^{s}}}=s\int _{1}^{\infty }{\frac {A(x)}{x^{1+s}}}dx} 。
但し、両辺のうち、少なくとも一方は収束しているとする。

(3) ラプラス＝スティルチェス変換
ディリクレ級数に対して、ラプラス＝スティルチェス変換を行うことにより、以下の様な積分表示が得られる。
ディリクレ級数
{\displaystyle \sum _{n=1}^{\infty }{\frac {a_{n}}{n^{s}}}}
に対して、{\displaystyle \scriptstyle B(t)=\sum _{n\leq e^{t}}a_{n}} とおく。このとき
{\displaystyle \sum _{n=1}^{\infty }{\frac {a_{n}}{n^{s}}}=\int _{0}^{\infty }e^{-ts}dB(t)} 。

## 数論的関数の母関数

### オイラー積
数論的関数 {\displaystyle a(n)} を係数とするディリクレ級数
{\displaystyle f(s)=\sum _{n=1}^{\infty }{\frac {a(n)}{n^{s}}}}
を、 {\displaystyle a(n)} の(ディリクレ級数で表された)母関数という。
数論的関数 {\displaystyle a(n)} の数論的性質が母関数の性質から導かれることがしばしばあり、母関数は、数学の対象として大変重要なものである。(母関数も参照のこと)
特に、乗法的関数である数論的関数に対して、母関数をディリクレ級数の形で表すことが多い。
それは、母関数が以下で述べるオイラー積表示を持つからである。

{\displaystyle a(n)} を乗法的関数である数論的関数としたとき、
{\displaystyle f(s)=\sum _{n=1}^{\infty }{\frac {a(n)}{n^{s}}}}
は、以下の積表示を持つ。
{\displaystyle f(s)=\!\!\prod _{p;\operatorname {prime} }\left(1+{\frac {a(p)}{p^{s}}}+{\frac {a(p^{2})}{p^{2s}}}+\cdots \right)} 。
この積をオイラー積 (Euler product)という。
逆に、ある数論的関数 {\displaystyle a(n)} の母関数がオイラー積表示を持つならば、 {\displaystyle a(n)} は乗法的関数である。
さらに、{\displaystyle a(n)} が完全乗法的関数であれば、オイラー積は
{\displaystyle f(s)=\!\!\prod _{p;\operatorname {prime} }{\frac {1}{1-a(p)/p^{s}}}}
と表される。

### 例
数論的関数に対する母関数の例を与える。
(1){\displaystyle a(n)=1} {\displaystyle \scriptstyle (n=1,\ 2,\ldots )} の母関数は、リーマンゼータ関数に等しい。
{\displaystyle \sum _{n=1}^{\infty }{\frac {1}{n^{s}}}=\zeta (s)}

(2) メビウス関数 {\displaystyle \mu (n)}
{\displaystyle \sum _{n=1}^{\infty }{\frac {\mu (n)}{n^{s}}}={\frac {1}{\zeta (s)}}}

(3) オイラー関数 {\displaystyle \varphi (n)}
{\displaystyle \sum _{n=1}^{\infty }{\frac {\varphi (n)}{n^{s}}}={\frac {\zeta (s-1)}{\zeta (s)}}}

(4) 約数関数 {\displaystyle d(n)}
{\displaystyle \sum _{n=1}^{\infty }{\frac {d(n)}{n^{s}}}=\zeta (s)^{2}}

(5) k乗約数和関数 {\displaystyle \sigma _{k}(n)} {\displaystyle \scriptstyle (k\geq 1)}
{\displaystyle \sum _{n=1}^{\infty }{\frac {\sigma _{k}(n)}{n^{s}}}=\zeta (s)\zeta (s-k)}